# Ҳ
Ҳ, ҳ は、キリル文字のひとつ。アブハズ語を始め、タジク語、カラカルパク語、ウズベク語などで使われる。

## 呼称
- アブハズ語：Ҳы

## 音素
アブハズ語では無声咽頭摩擦音（IPA:/ħ/）をあらわす。

## アルファベット上の位置
- アブハズ語: 46字目
- タジク語: 28字目
- ウズベク語: 35字目(最後)

## Ҳに関わる諸事項
- 1892年にドミトリー・グリアらが作成したアブハズ語のアルファベットではҺで表記されていた。
- ウズベキスタン独立後のウズベク語で、Ҳに対応するラテン文字はHである。
- 1920年代のタジク語ではラテン文字が用いられていた。これにおいても、Hで表記されていた。